# Protaphis anthemiae
Protaphis anthemiae är en insektsart. Protaphis anthemiae ingår i släktet Protaphis och familjen långrörsbladlöss. Inga underarter finns listade i Catalogue of Life.